# 尾崎玄一郎
尾崎 玄一郎（おざき げんいちろう）は、日本の現代美術作家、絵本作家。

## 来歴
東京都生まれ。東京芸術大学美術研究科修士課程油画修了。東京都文京区にて絵画教室OZをひらいている。

## 受賞歴
- 第９回日本グラフィック展、第２回リキテックスビエンナーレ展、第19回現代日本美術展、JACA'89日本イラストレーション展、オブジェTOKYO展1990、第3回ひとつぼ展、第1回アートウォールシビック、第16回ターナーACRIL AWARD入選。
- JACA’90日本イラストレーション展、第11回リキテックスビエンナーレ展等特別賞。
- 第25,26,27回・日産絵本と童話のグランプリ、佳作、優秀賞[2]。
- 第1回親子で読んでほしい絵本大賞「おしいれじいさん」(福音館書店)入賞
- 第9回児童ペン賞「かくれんぼ」(ひさかたチャイルド)絵本賞受賞。

## 主な作品

### 絵本
| タイトル                                                           | 共作者         | 出版社             | 発売日         | ISBN                   |
| ------------------------------------------------------------------ | -------------- | ------------------ | -------------- | ---------------------- |
| こんがらがって（ころころえほん 2011年11月号）                      | 作：尾崎由紀奈 | フレーベル館       | 2011年10月     | －                     |
| おしいれじいさん（こどものとも 2012年8月号）                       | 作：尾崎由紀奈 | 福音館書店         | 2012年08月01日 | －                     |
| あなぼこ（ころころえほん 2012年11月号）                            | 作：尾崎由紀奈 | フレーベル館       | 2012年10月     | －                     |
| はしれ レッドくん（キンダーおはなしえほん 2014年11月号）           | 作：尾崎由紀奈 | フレーベル館       | 2014年10月     | －                     |
| ちかてつ てっちゃん                                                | 作：井上よう子 | 岩崎書店           | 2016年09月14日 | ISBN 9784265081479     |
| きしゃのゆ（こどものとも 2016年12月号)                             | 作：尾崎由紀奈 | 福音館書店         | 2016年12月01日 | －                     |
| かばんばん（こどものとも0.1.2 2017年11月号）                       | 作：尾崎由紀奈 | 福音館書店         | 2017年11月     | －                     |
| おしいれじいさん（単行本）                                         | 作：尾崎由紀奈 | 福音館書店         | 2019年02月     | ISBN 978-4-8340-8440-5 |
| きっさ すなどーひー（こどものとも 2019年8月号）                    | 作：尾崎由紀奈 | 福音館書店         | 2019年08月01日 | －                     |
| おにろうのおつかい                                                 | 作：尾崎由紀奈 | 偕成社             | 2020年1月      | ISBN 978-4-03-332990-1 |
| ぞろ ぞろぞろ（こどものとも0.1.2 2021年1月号）                     | 作：尾崎由紀奈 | 福音館書店         | 2021年1月      | －                     |
| おなおしやのみけばあちゃん                                         | 作：尾崎由紀奈 | 偕成社             | 2022年4月      | ISBN 978-4-03-350190-1 |
| たこぼうのツーリング（こどものとも年中向き 2022年11月号）          | 作：尾崎由紀奈 | 福音館書店         | 2022年11月     | －                     |
| かくれんぼ（チャイルドブックアップル 2023年8月号）                 | 作：尾崎由紀奈 | チャイルド本社     | 2023年8月      | －                     |
| こまいぬぼしゅうちゅう（おはなしチャイルド 2023年9月号）           | 作：尾崎由紀奈 | チャイルド本社     | 2023年9月      | －                     |
| かくれんぼ（単行本）                                               | 作：尾崎由紀奈 | ひさかたチャイルド | 2023年6月      | ISBN 978-4-86549-303-0 |
| にんじんじん（もこちゃんチャイルド 2023年11月号）                  | 作：尾崎由紀奈 | チャイルド本社     | 2023年11月     | －                     |
| まっかっかふね（こどものとも年小版 2023年9月号）                   | 作：尾崎由紀奈 | 福音館書店         | 2023年9月      | －                     |
| こまいぬぼしゅうちゅう(単行本)                                     | 作：尾崎由紀奈 | ひさかたチャイルド | 2023年11月     | ISBN 978-4-86549-307-8 |
| おもちゃのしんかんせんこだまくん（おはなしチャイルド 2024年1月号） | 作：尾崎由紀奈 | チャイルド本社     | 2024年1月      | －                     |
| おばけかいだん（チャイルドブックアップル 2024年8月号）             | 作：尾崎由紀奈 | チャイルド本社     | 2024年8月      | －                     |
| すきまこぞう（おはなしチャイルド 2024年10月号）                    | 作：尾崎由紀奈 | チャイルド本社     | 2024年10月     |                        |
| だいくのまっさん（こどものとも年少版 2024年12月号）                | 作：尾崎由紀奈 | 福音館書店         | 2024年11月     |                        |